# Lições Para Angelita

Lições Para AngelitaLições Para Angelita

Lições Para Angelita
é um livro espírita infantojuvenil de autoria do Espírito João de Deus e psicografado pelo médium mineiro Francisco Cândido Xavier em 1930. Publicado pela Vinha de Luz Editora, da cidade de Belo Horizonte, em 2012.
A Obra
Quando Chico Xavier tinha apenas 20 anos, dois personagens importantes surgiram para marcar a sua vida: a menina Angelita e sua mãe extremosa. Esse livro contém 20 mensagens repletas de ensinamentos preciosos, repassados de mãe para filha, a partir do dia a dia que ambas vivenciam e também das perguntas que a menina faz sobre os mais diversos temas acerca da existência. São lições para todas as pessoas. A receita segura para a construção do homem de bem – meta que todos nós devemos buscar.
Alguns temas abordados no livro são a humildade, a liberdade, a intolerância, a bondade, a maledicência, o bom coração, a virtude, a morte, a dor, a esperança, a grandeza do amor, entre outros assuntos.
Curiosidades da Obra
As mensagens deste livro foram mandadas para um jornal do Rio de Janeiro, chamado Aurora. E Chico Xavier nunca mais soube delas. Mas também delas nunca se esqueceu. Na
época ele não sabia o nome do espírito que havia ditado as mensagens, pois estava ainda iniciando na psicografia. Anos depois, já médium experiente, descobriu que as mensagens deste livro foram ditadas pelo poeta português João de Deus, que o próprio Chico Xavier definiu como um dos maiores líricos da língua portuguesa. Desejou muito reencontrá-las, sem sucesso. Quis muito publicá-las em forma de livro. Mas nunca conseguiu realizar esse seu desejo.
Na época em que as mensagens desta obra foram publicadas no jornal Aurora, entre 1 de janeiro e 16 de outubro de 1930, Chico Xavier tinha apenas 20 anos e era praticamente desconhecido no Brasil. Somente dois anos depois, em 1932, ele publicaria o seu primeiro livro, o Parnaso do Além-Túmulo.
Chico Xavier mandou carta para a Federação Espírita Brasileira solicitando que localizassem as mensagens da série "Lições Para Angelita", mas seu pedido foi em vão. Somente alguns anos após a sua desencarnação as mensagens foram localizadas e o livro foi publicado pela Vinha de Luz Editora em 2012.
Os Autores
João de Deus (1830-1896) nasceu em Portugal e foi um eminente poeta lírico, um dos primeiros de sua época.  Sua obra está contida nas obras “Flores do Campo”
(1868), “Folhas Soltas” (1876) e “Campo de Flores” (1893). Foi autor de fábulas e traduziu obras para o teatro. Sua produção em prosa foi reunida na coletânea “Prosas”. Sua obra mais importante foi “Cartilha Maternal”, em que apresentava um método destinado a ajudar na aprendizagem da leitura a crianças. Publicou também o “Dicionário Prosódico de Portugal e Brasil” (1870), entre várias outras obras.  Ao longo de várias décadas Chico Xavier psicografou mensagens de João de Deus que estão inseridas em pelo menos trinta e sete obras de Chico Xavier.
Francisco Cândido Xavier, mais conhecido como Chico Xavier, nasceu em Pedro Leopoldo, Minas, Gerais, em 2 de abril de 1910, e faleceu em Uberaba, também em Minas
Gerais, em 30 de junho de 2002. Foi o mais famoso médium espírita, tendo publicado mais de 400 livros em vida. Outras dezenas de livros já foram editados após a sua desencarnação. Foi ainda o principal divulgador  da Doutrina Espírita no Brasil. Foi também um médium com múltiplas faculdades mediúnicas. Dedicou toda a sua vida à prática do amor ao próximo e da caridade, o que lhe rendeu os títulos de "Mineiro do Século" (Rede Globo - Minas Gerais) e "Maior Brasileiro de Todos Os Tempos" (Sistema Brasileiro de Televisão - SBT).
João Marcos Weguelin é assistente social, jornalista, pesquisador espírita e organizador de "Lições Para Angelita". É organizador das obras "Memória Espírita Papéis Velhos e Histórias de Luz" (Edições Léon Denis, 2005), "Lições Para Angelita" (Vinha de Luz Editora, 2012), "Chico Xavier A Aurora de Uma Vida Entre o Céu e a Terra" (Vinha de Luz Editora, 2012) e "Obras da Fé" (Vinha de Luz Editora, 2014).